# Thomas Henry Ismay
Thomas Henry Ismay (Maryport, 7 de janeiro de 1837 – Thurstaston, 23 de novembro de 1899) foi um armador do Reino Unido, fundador da companhia de navegação Oceanic Steam Navigation Company, mais conhecida como White Star Line.
Thomas Henry Ismay foi o pai do também armador Joseph Bruce Ismay que sobreviveu ao naufrágio do  RMS Titanic.